# Casă de Ajutor Reciproc
Casă de Ajutor Reciproc (CAR) este un tip de Instituție financiară nebancară (IFN)  fără scop patrimonial, organizată în vederea sprijinirii și întrajutorării financiare a membrilor asociați.
La nivel mondial, există Consiliul Mondial al Caselor de Ajutor Reciproc (WOCCU), iar Națiunile Unite au desemnat 2012 ca fiind Anul Internațional al CAR-urilor.
În întreaga lume există 54.000 de case de ajutor reciproc din 97 de țări care deservesc 186 milioane de oameni.

## CAR-urile în România
În România, Casele de Ajutor Reciproc funcționează în baza a două legi distincte, una pentru salariați și alta pentru pensionari, respectiv Legea 122/1996 privind regimul juridic al caselor de ajutor reciproc ale salariaților și al uniunilor acestora, republicată în Monitorul Oficial 261 din 22.04.2009, și Legea nr 540/2002 privind casele de ajutor reciproc ale pensionarilor.

### Case de ajutor reciproc ale salariaților
Case de ajutor reciproc ale  salariaților (CARs), funcționează în baza OUG 26/2000 cu privire la asociații și fundații dar și în baza unui act normativ special, Legea 122/1996 privind regimul juridic al caselor de ajutor reciproc pentru salariați și al uniunilor acestora.
Potrivit legii, Casele de ajutor reciproc ale salariaților sunt asociații fără scop patrimonial, organizate pe baza liberului consimțământ al salariaților, în vederea sprijinirii și întrajutorării membrilor lor.
Obiectul de activitate al CAR ale salariaților îl constituie acordarea de împrumuturi cu dobândă mică către membrii acestora. 
Casele de ajutor reciproc ale salariaților sunt obligate să prezinte anual situațiile financiare uniunilor teritoriale județene, Uniunii Naționale, precum și direcțiilor generale ale finanțelor publice județene și a municipiului București.
Uniunea Națională a Caselor de Ajutor Reciproc ale salariaților din România (U.N.C.A.R.s.R.) este organizația națională autorizată, răspunzătoare de menținerea și dezvoltarea sistemului solid și sigur al caselor de ajutor reciproc ale salariaților. U.N.C.A.R.s.R. are afiliate 39 de uniuni teritoriale, care cuprind 2.377 case de ajutor reciproc ale salariaților – instituții financiare nebancare. 
Conform Registrului de evidenta al instituțiilor financiare nebancare al Băncii Naționale a României la data de 16.05.2019 existau în Romania 2.587 case de ajutor reciproc active ca instituții financiare nebancare (lista include și Casele de Ajutor Reciproc ale Pensionarilor).
Ca și reprezentare la nivel internațional, doar Federația Caselor de Ajutor Reciproc din România (federația înființată în 2004, cu 15 membri la 31.12.2007) este membră a Consiliului Mondial al Uniunilor de Credit (WOCCU).

### Case de ajutor reciproc ale  pensionarilor și asistaților social (CARP)
Case de ajutor reciproc ale  pensionarilor și asistaților social (CARP) reprezintă o categorie aparte de organizații nonprofit care funcționează în baza OUG 26/2000 cu privire la asociații și fundații, cu modificările și completările ulterioare, și a unui act normativ special Legea 540/2002 privind casele de ajutor reciproc ale pensionarilor.
CARP sunt organizații cu caracter civic, cu scop de caritate, de întrajutorare mutuală și de asistență socială. Scopul principal al acestora este acordarea de împrumuturi rambursabile cu dobândă modică și ajutoare nerambursabile. 
CARP-urile prestează, de asemenea, diverse servicii membrilor săi (magazine la preț redus, activități culturale, turistice și de agrement, centre de zi, cantine sociale, servicii de îngrijiri la domiciliu etc). la prețuri reduse folosind munca unor pensionari membri ai casei, contribuind astfel în mod eficient la îmbătrânirea activă și la îmbunătățirea accesului la servicii a unor categorii defavorizate. 
Beneficiarii CARP sunt atât persoanele pensionare, beneficiarii de ajutor social cât și membrii familiilor acestora.
În septembrie 2020, numărul de membri ai Caselor de Ajutor Reciproc ale Pensionarilor din România era estimat de Federația Națională a Caselor de Ajutor Reciproc Omenia la "peste 1.400.000 de membri". 
Federația Națională Omenia își declară o structură teritorială compusă din 39 filiale județene și 126 CARP-uri cu personalitate juridică.